# Justin Hawkins
Justin David Hawkins, né le 17 mars 1975 à Chertsey dans le Surrey en Angleterre, est un auteur-compositeur-interprète guitariste et chanteur du groupe The Darkness,  leader de 2008 à 2011 du groupe de glam rock Hot Leg. Fortement influencé par les classiques du hard rock tels que Van Halen, Led Zeppelin, Queen, Mötley Crüe, Aerosmith ou encore AC/DC, Hawkins est reconnaissable à sa voix aigüe et à ses tenues exubérantes en concert.

## Début
Hawkins grandit avec son frère Dan à Lowestoft, petite bourgade de l'Est de l'Angleterre, arrivé au lycée, il quitta l'école en plein milieu de l'année de son bac pour étudier la musique dans un lycée du West Yorkshire.
Apprenant la guitare avec son frère, Hawkins découvrit son don pour la chanson en faisant des karaokés et en reprenant un jour la chanson de Queen Bohemian Rhapsody. Le talent de Justin éclata aux yeux de Dan, se mettant activement à créer un groupe. Ce groupe s'appellera The Commander.

## Carrière

### The Darkness (2002 - 2006)
Les frères Hawkins commencèrent à jouer dans des clubs et des pubs avec leur groupe The Darkness, ils furent signés par le label Atlantic Records. Leur premier album Permission To Land allant directement #2 des charts anglais à sa sortie le 3 juillet 2003, avant d'être #1 pendant quatre semaines et vendant près de 1.5 million de copies en Grande-Bretagne. Le succès de l'album mena le groupe a de longues tournées en Europe, faisant la première partie de Metallica notamment. En 2004 le groupe gagne trois BRIT Awards dans les catégories Meilleur groupe, Meilleur groupe de rock, et Meilleur album. Ils gagnèrent aussi deux Kerrang! awards toujours en 2004 pour la Meilleure Performance Live et Meilleur Groupe Britannique. Le troisième single de l'album "I Believe In A Thing Called Love" devient un tube en Angleterre ainsi que leur chanson de Noël Christmas Time (Don't Let the Bells End).
Début 2004, l'ultra médiatisation du groupe fatigua l'opinion publique, Hawkins et le groupe eux-mêmes montrant des signes de fatigue quant à leur sur-médiatisation.
En octobre 2005, un mois avant la sortie du second album du groupe One Way Ticket to Hell... And Back, Hawkins, sous un pseudonyme gagna une enchère sur eBay de la copie de l'album pour £350. Hawkins expliqua son geste par le fait qu'ainsi il pourrait suivre quiconque vend la copie de l'album pas encore commercialisé.
"One Way Ticket" le premier single du nouvel album sort le 14 novembre 2005, débutant à la huitième place des charts anglais, l'album sortira le 28 novembre 2005, il fut produit par Roy Thomas Baker, producteur du groupe Queen entre autres. Les premières ventes au Royaume-Uni montrèrent que l'album ne se vendit pas autant qu'espéré.
Le groupe tourna ensuite activement en Europe, au Royaume-Uni, aux États-Unis, en Australie et au Japon.
En octobre 2006, Hawkins quitte le groupe, initialement pour des problèmes d'addiction à la drogue et à l'alcool, mais plus tard, Hawkins révélera qu'il était fatigué de la routine du groupe, et qu'il ne comprenait pas comment un groupe comme les Rolling Stones pouvait le supporter.

### Projets solos + Hot Leg (2008 - 2011)

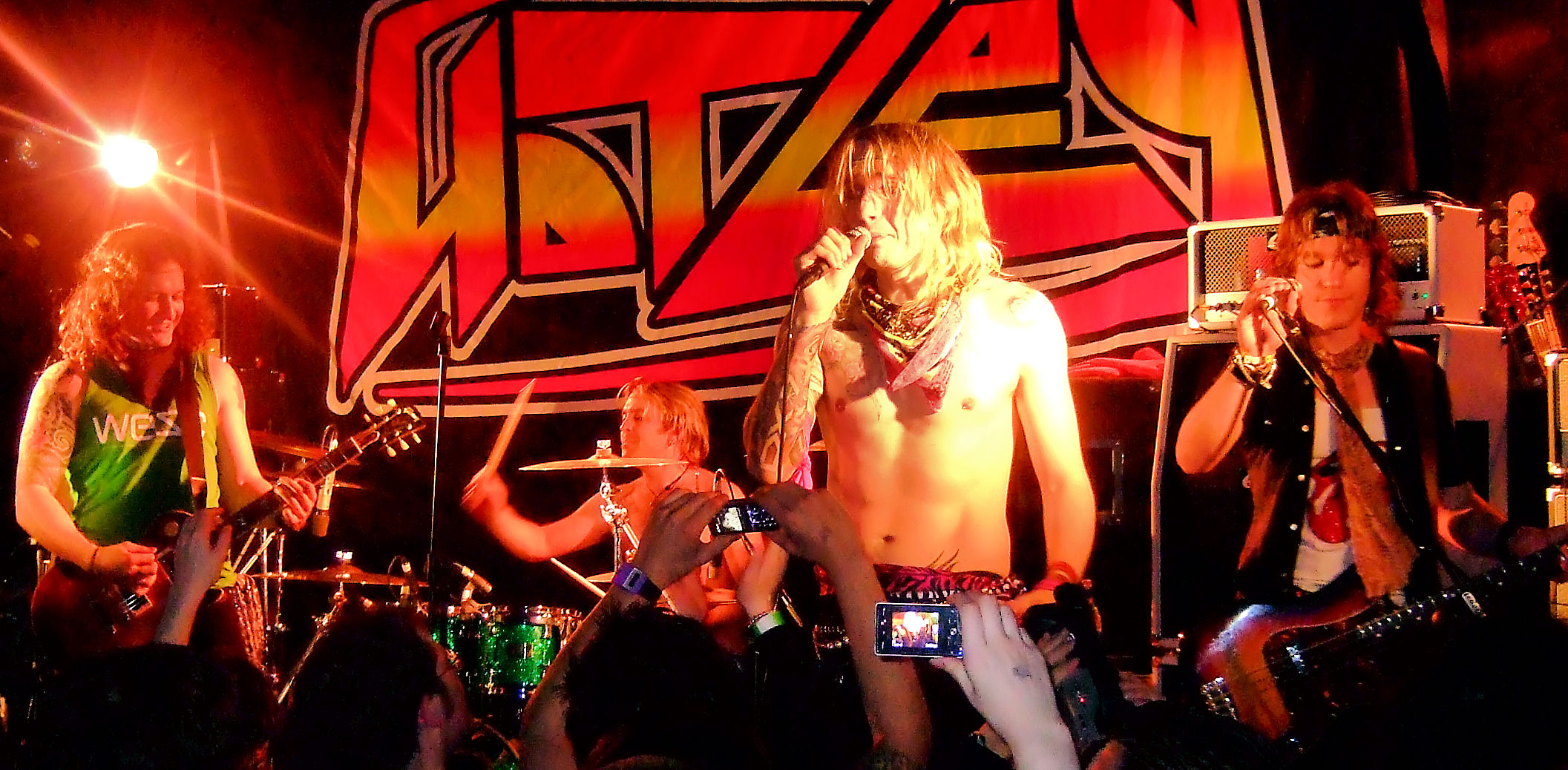
Hawkins et son nouveau groupe Hot Legs

En 2005, après une cure de désintoxication, Hawkins crée son projet solo, appelé British Whale, le premier single sorti s'intitule This Town Ain't Big Enough for Both of Us, une reprise des Sparks rentre au sixième rang des charts anglais.
En 2006, Hawkins participe à l'album de reprise de Def Leppard intitulé Yeah!.
Début 2007, Hawkins participe à la compétition pour représenter l'Angleterre au concours Eurovision de la chanson, interprétant un duo avec la chanteuse Beverlei Brown. Hawkins ne gagna pas la compétition.
En mars 2009, Hawkins crée un nouveau MySpace, incluant des chansons susceptible d'être dans son nouvel album solo. En juillet il enleva toutes les chansons, ne laissant qu'un message :"Vous n'avez qu'à attendre!". Plus tard il annoncera la formation d'un nouveau groupe, nommé Hot Leg, et la sortie d'un album intitulé Red Light Fever. Le groupe partit en tournée en novembre 2008, en compagnie du groupe Alter Bridge.
Récemment Hawkins est apparu sur l'album Feel the Steel du groupe phénomène d'Hollywood Steel Panther.

### The Darkness (2011 - ...)
En 2011, les Darkness se reforment avec le line up original et entament une tournée au Royaume-Uni. Le 20 août 2012 sort le 3e album des Darkness, intitulé (Hot Cakes).

### Vie personnelle
En août 2006, Hawkins entra en cure de désintoxication. Il révéla qu'il avait dépensé près de £150,000 en cocaïne pendant trois ans.

## Discographie
| Année | Artiste/Groupe | Album/chanson                             | Contribution   |
| ----- | -------------- | ----------------------------------------- | -------------- |
| 2003  | The Darkness   | Permission to Land                        | chant, guitare |
| 2005  | The Darkness   | One Way Ticket to Hell... and Back        | chant, guitare |
| 2005  | British Whale  | This Town Ain't Big Enough For Both Of Us | chant, guitare |
| 2006  | British Whale  | England'                                  | chant, guitare |
| 2006  | Def Leppard    | Hellraiser                                | chant          |
| 2009  | Hot Leg        | Red Light Fever                           | chant, guitare |
| 2012  | The Darkness   | Hot Cakes                                 | chant, guitare |
| 2015  | The Darkness   | Last Of Our Kind                          | chant, guitare |
| 2019  | The Darkness   | Easter Is Cancelled                       | chant, guitare |